# 1974年世界大賽
1974年世界大賽是由代表美聯的奧克蘭運動家與代表國聯的洛杉磯道奇在世界大賽中對決。最後由運動家隊4勝1敗打敗道奇，成為除了洋基隊以外，第二支拿下世界大賽3連霸的隊伍。
這屆世界大賽也是大聯盟首次都由來自加州的棒球隊對決，後來兩隊在1989年又於世界大賽上碰頭。

## 總結
美聯 奧克蘭運動家（4）- 國聯 洛杉磯道奇（1）
| 場次 | 比數             | 日期     | 地點                    | 觀眾  |
| ---- | ---------------- | -------- | ----------------------- | ----- |
| 1    | 運動家 3，道奇 2 | 10月12日 | 道奇體育場              | 55974 |
| 2    | 運動家 2，道奇 3 | 10月13日 | 道奇體育場              | 55989 |
| 3    | 道奇 2，運動家 3 | 10月15日 | 奧克蘭–阿拉米達郡競技場 | 49347 |
| 4    | 道奇 2，運動家 5 | 10月16日 | 奧克蘭–阿拉米達郡競技場 | 49347 |
| 5    | 道奇 2，運動家 3 | 10月17日 | 奧克蘭–阿拉米達郡競技場 | 49347 |

## 逐場結果

### 第一戰：10月12日
加利福尼亞州，洛杉磯，道奇體育場
| 奧克蘭運動家 | 0 | 1 | 0 | 0 | 1 | 0 | 0 | 1 | 0 | 3 | 6  | 2 |
| 洛杉磯道奇 | 0 | 0 | 0 | 0 | 1 | 0 | 0 | 0 | 1 | 2 | 11 | 1 |
| 勝投： 羅利·芬格斯（1–0） 敗投： Andy Messersmith（0–1） 救援成功： 凱特費許·杭特（1） 全壘打： 運動家：瑞吉·傑克森（2上,1分） 道奇：Jimmy Wynn（9下,1分） |   |   |   |   |   |   |   |   |   |   |    |   |

瑞吉·傑克森先在2局上開轟，接著5局上運動家再拿下一分。不過道奇隊在下個半局隨即追回一分，比賽依舊形成一分差。
8局上，伯特·坎潘奈瑞斯敲安後靠著犧牲觸擊站上得點圈。結果道奇隊後面發生傳球失誤，讓坎潘奈瑞斯跑回第三分。
9局下，Jimmy Wynn敲出全壘打再度追近分數，不過道奇最後仍以1分差距敗下陣來。

### 第二戰：10月13日
加利福尼亞州，洛杉磯，道奇體育場
| 奧克蘭運動家 | 0 | 0 | 0 | 0 | 0 | 0 | 0 | 0 | 2 | 2 | 6 | 0 |
| 洛杉磯道奇 | 0 | 1 | 0 | 0 | 0 | 2 | 0 | 0 | X | 3 | 6 | 1 |
| 勝投： 唐·薩頓（1–0） 敗投： 維達·布魯（0–1） 救援成功： Mike Marshall（1） 全壘打： 運動家：無 道奇：Joe Ferguson（6下,2分） |   |   |   |   |   |   |   |   |   |   |   |   |

道奇隊先在2局下靠著保送與兩支安打拿下一分，並在6局下靠著Joe Ferguson得兩分砲追加保險分。
唐·薩頓投完前8局一分未失，並送出9次三振。不過他在9局上丟出一顆觸身球，然後被敲出二壘安打後退場。Joe Rudi從Mike Marshall手中敲安，讓比賽變成2比3。不過Marshall仍成功收下比賽勝利，系列賽雙方1比1平手。

### 第三戰：10月15日
加利福尼亞州，奧克蘭，奧克蘭–阿拉米達郡競技場
| 洛杉磯道奇 | 0 | 0 | 0 | 0 | 0 | 0 | 0 | 1 | 1 | 2 | 7 | 2 |
| 奧克蘭運動家 | 0 | 0 | 2 | 1 | 0 | 0 | 0 | 0 | X | 3 | 5 | 2 |
| 勝投： 凱特費許·杭特（1–0） 敗投： Al Downing（0–1） 全壘打： 道奇：比爾·巴克納（8上,1分）、Willie Crawford（9上,1分） 運動家：無 |   |   |   |   |   |   |   |   |   |   |   |   |

Al Downing在3局下出現亂流，他在3局下被敲出兩支安打，加上隊友失誤掉了2分。4局下，他又被伯特·坎潘奈瑞斯敲安失分。
雖然比爾·巴克納和Willie Crawford都敲出全壘打幫助道奇隊追分，不過這兩轟都在比賽後段，而且都是陽春砲。最後運動家3比2拿下第三場勝利。

### 第四戰：10月16日
加利福尼亞州，奧克蘭，奧克蘭–阿拉米達郡競技場
| 洛杉磯道奇 | 0 | 0 | 0 | 2 | 0 | 0 | 0 | 0 | 0 | 2 | 7 | 1 |
| 奧克蘭運動家 | 0 | 0 | 1 | 0 | 0 | 4 | 0 | 0 | X | 5 | 7 | 0 |
| 勝投： Ken Holtzman（1–0） 敗投： Andy Messersmith（0–1） 救援成功： Rollie Fingers（1） 全壘打： 道奇：無 運動家：Ken Holtzman（3下,1分） |   |   |   |   |   |   |   |   |   |   |   |   |

兩隊在前2局沒有攻下分數，結果Ken Holtzman反而先自己敲出陽春砲得分。不過Bill Russell在4局上敲三壘安打打下2分，道奇隊反超比數。
6局下，Andy Messersmith遭遇亂流。開局沒多久他就發生牽制失誤，後來他在這局送出3次保送，並被敲出兩支安打。運動家在這局打下4分大局，最後也帶走了勝利。

### 第五戰：10月17日
加利福尼亞州，奧克蘭，奧克蘭–阿拉米達郡競技場
| 洛杉磯道奇 | 0 | 0 | 0 | 0 | 0 | 2 | 0 | 0 | 0 | 2 | 5 | 1 |
| 奧克蘭運動家 | 1 | 1 | 0 | 0 | 0 | 0 | 1 | 0 | X | 3 | 6 | 1 |
| 勝投： Blue Moon Odom（1–0） 敗投： Mike Marshall（0–1） 救援成功： Rollie Fingers（2） 全壘打： 道奇：無 運動家：Ray Fosse（2下,1分）、Joe Rudi（7下,1分） |   |   |   |   |   |   |   |   |   |   |   |   |

運動家避免夜長夢多，在前兩局就先攻下分數。但是道奇隊馬上穩定局面，並在6局上成功追平比分。
7局下，又是Mike Marshall對決Joe Rudi。結果Marshall沒有復仇成功，反而被Rudi敲出全壘打。
就靠著這支全壘打，運動家終場以3比2贏球，成為洋基隊以外，第二支拿下世界大賽三連霸的球隊。

## 焦點球員
運動家
- 瑞吉·傑克森：世界大賽獲得5次保送為全隊最高，打擊率2成86。

- Joe Rudi：世界大賽打擊率3成33，敲出6支安打與4分打點都是全隊最高。

- 伯特·坎潘奈瑞斯：世界大賽打擊率3成53，敲出6支安打並列隊上第一。

- Ken Holtzman：世界大賽先發2場拿下1勝，12局投球送出10次三振僅失2分自責分。另外也在世界大賽敲出全壘打。

道奇
- 史蒂夫·賈維：世界大賽打擊率3成81，敲出兩隊最多的8支安打。

- 唐·薩頓：世界大賽先發2場拿下全隊唯一一勝，防禦率2.77。

- Jimmy Wynn：世界大賽獲得4次保送，敲出1轟與2分打點。

- Mike Marshall：世界大賽出賽5場，9局投球送出10次三振僅失1分。

## 外部連結
- Almanac網站上關於1974年世界大賽的頁面 （页面存档备份，存于）
- MLB官網裡的1974年世界大賽頁面 （页面存档备份，存于）
- Reference網站上關於1974年世界大賽的頁面（页面存档备份，存于）
- 1974年世界大賽逐場比賽結果以及每一球詳細紀錄[]